# Shango Tour 2001
Shango Tour 2001 – koncertowe wydawnictwo muzyczne (DVD) brytyjskiego zespołu Juno Reactor wydane 25 lipca 2001 roku w Japonii przez wytwórnię Equinox. 
Album jest zapisem audiowizualnym koncertu zespołu w Tokio, który był częścią większej trasy koncertowej Shango Tour promującej krążek Shango. Utwory znajdujące się na albumie należą do nurtu muzyki psychedelic trance oraz goa trance.
21 stycznia 2005 wydano wersję amerykańską DVD (Live in Tokyo), na którą składają się generalnie te same utwory, jakie znajdują się w wersji japońskiej.

## Lista utworów
1. The Forest
2. Conga Fury
3. Laughing Gas
4. Komit
5. Vocal and Drums
6. Feel the Universe
7. God Is God
8. Hule Lam
9. Pistolero
10. Biot Messiah
11. Insects
12. Guardian Angel
13. Masters of the Universe
14. Mars